# 天使の悪戯
『天使の悪戯』（てんしのいたずら）は2007年2月9日（金）深夜0:55～、3月9日（金）深夜1：10～からの2回にわたり毎日放送で放送されWebドラマとしても現在放映中。

## 内容
- 淋しがりやの真帆（2月9日放送）
- 不機嫌な未樹（3月9日放送）

## スタッフ
- 脚本： 村上悦子
- プロデューサー 芝野昌之
- プロデューサー 古賀敏仁
- 技術 白井隆行
- 美術 上中普雄
- 演出 大畑拓也
- 制作協力 東通企画
- 製作著作 毎日放送

## キャスト
- 須藤未樹　　･･･　　小田茜
- 岡崎真帆　　･･･　　今村雅美
- 宇佐美籐子　･･･　　中村静香
- 早瀬透　　･･･　　中岡優介
- 相沢寛人　　･･･　　久保山知洋

## 主題歌
- SHALE APPLE『大切な言葉』